# Mithras orobia
Mithras orobia is een vlinder uit de familie van de Lycaenidae. De wetenschappelijke naam van de soort werd als Thecla orobia in 1867 gepubliceerd door William Chapman Hewitson.